# Retowy
Retowy (deutsch Rettauen) ist ein Ort in der polnischen Woiwodschaft Ermland-Masuren. Er gehört zur Gmina Sępopol (Stadt- und Landgemeinde  Schippenbeil) im Powiat Bartoszycki (Kreis Bartenstein).

## Geographische Lage
Retowy liegt zwei Kilometer südlich der Staatsgrenze zur russischen Oblast Kaliningrad (Gebiet Königsberg (Preußen)) in der südlichen Mitte der Woiwodschaft Ermland-Masuren, 13 Kilometer nordöstlich der Kreisstadt Bartoszyce (deutsch Bartenstein).

## Geschichte
Für den Gutsort Rethauen war die Handfeste auf das Jahre 1365 datiert. Als Landgemeinde kam Rettauen 1874 zum neu errichteten Amtsbezirk Schönbruch (polnischer Teil: Szczurkowo, russischer Teil: Schirokoje) im ostpreußischen Kreis Friedland (ab 1927 in „Kreis Bartenstein“ umbenannt). Am 11. Dezember 1894 wurde die Landgemeinde Rettauen in einen Gutsbezirk gleichen Namens umgewandelt. Im Jahre 1910 zählte das Dorf 75 Einwohner.
Am 30. September 1928 gab Rettauen seine Eigenständigkeit auf und schloss sich mit der Landgemeinde Rockeln (polnisch Rogielkajmy) und den Gutsbezirken Groß Poninken (Ponink), Koritten (Korytki), Trosienen (Trosiny) und Adlig Woduhnkeim (Wodukajmy) zur neuen Landgemeinde Groß Poninken zusammen.
Als in Kriegsfolge im Jahre 1945 das gesamte südliche Ostpreußen an Polen fiel, erhielt Rettauen die polnische Namensform „Retowy“. Das Dorf gehört heute zur Stadt- und Landgemeinde Sępopol (Schippenbeil) im Powiat Bartoszycki (Kreis Bartenstein), zwischen 1975 und 1998 der Woiwodschaft Olsztyn, seither der Woiwodschaft Ermland-Masuren zugehörig.

## Kirche
Bis 1945 war Rettauen in die evangelische Kirche Schönbruch (polnisch Szczurkowo, russisch Schirokoje) in der Kirchenprovinz Ostpreußen der Kirche der Altpreußischen Union, außerdem in die römisch-katholische Kirche St. Bruno in Bartenstein (polnisch Bartoszyce) im damaligen Bistum Ermland eingepfarrt.
Heute gehört Retowy römisch-katholischerseits zur Kirche in Sępopol (Schippenbeil) innerhalb des jetzigen Erzbistums Ermland sowie evangelischerseits zur Kirche in Bartoszyce (Bartenstein), einer Filialkirche der Pfarrei Kętrzyn (Rastenburg) in der Diözese Masuren der Evangelisch-Augsburgischen Kirche in Polen.

## Verkehr
Retowy ist von Trosiny (Trosienen) nahe der Straße Sępopol–Szczurkowo (Schippenbeil–Schönbruch) aus auf einer Nebenstraße in Richtung Rogielkajmy (Rockeln) zu erreichen. Eine Anbindung an den Bahnverkehr besteht seit 1945 nicht mehr, als die Bahnstrecke Wehlau–Friedland–Bartenstein–Heilsberg im Abschnitt der Bahnstation Schönbruch kriegsbedingt und wegen der Grenzziehung aufgegeben wurde.

## Persönlichkeit
- Eugen Wormit (* 7. Januar 1871 in Rettauen; † 22. Oktober 1927 ebenda), deutscher Gutsbesitzer und Politiker (DNVP)